# Inter Cars Učka
Inter Cars Učka, hrvatsko automobilističko natjecanje. Od 2013. godine organizira ga AK Opatija Motorsport (suorganizator je i AK Učka Sport). Utrka se bodije za HAKS-ov kup u vožnjama Formula drivera.
Utrku se vozi na Učkoj.
Raspored je da je prvog dana tehnički prijam i verifikacija dokumenata popodne, dok je objava startne liste predviđena za navečer. Dan poslije ujutro je službeni trening a start utrke je nakon svečanog otvorenja kasnije prijepodne. Staza na Učki usporena je s osam šikana na potezu od Veprinca do križanja prema Lanišću. Zbog održavanja utrke zatvoren je dio županijske ceste od centra Veprinca do Poklona. Natjecanje tradicijski privlači natjecatelje iz Hrvatske, Slovenije, Italije i Austrije i Hrvatske. Medijski utrku pokrivaju Kreator TV (prijenos uživo), Novi list, portali PodUckun.net i torpedo.media te Pomorski radio Bakar.